# Harnischia mutila
Harnischia mutila är en tvåvingeart som först beskrevs av Maurice Emile Marie Goetghebuer 1921.  Harnischia mutila ingår i släktet Harnischia och familjen fjädermyggor.
Artens utbredningsområde är Belgien. Inga underarter finns listade i Catalogue of Life.